# Kukuihaele
Kukuihaele est une ville de l’État d'Hawaï, aux États-Unis.

## Démographie
| 2000 | 2010 | - | - | - | - |
| ---- | ---- | - | - | - | - |
| 283  | 336  | - | - | - | - |

Elle a le statut de census-designated place. Elle compte 317 habitants au recensement de 2000.

## Source
- (en) Cet article est partiellement ou en totalité issu de l’article de Wikipédia en anglais intitulé « Kukuihaele, Hawaii » (voir la liste des auteurs).